# 趙㮙
沂王趙㮙（1110年—1132年），宋朝宗室。 
宋朝第八代皇帝宋徽宗赵佶的第十五子，生母王賢妃。大觀四年（1110年）四月出生，七月賜名趙㮙，授横海軍節度使、檢校太尉，封冀國公。政和三年（1113年）正月，正三公官名，改授檢校太保。宣和六年（1124年）八月，改劍南西川，加開府儀同三司，進封河間郡王。七年（1125年），改劍南東川、威武軍，遷太保，進封沂王。随宋徽宗、宋钦宗被金兵所虏，至北方。
绍兴二年（金天会十年，1132年）六月廿四日，趙㮙与以前的妹夫驸马刘文彦（顯德帝姬趙巧云的前夫）誣告自己的父親宋徽宗左右谋变，金朝派人查问，七月，宋徽宗遣莘王趙植、驸马蔡鞗等对辨，三天后，沂王、劉文彥气折，金人将他们诛杀。

## 妻
王妃梁春先（1110年—？），靖康之变被俘，为完颜斜也之妾。

## 延伸阅读
[在维基数据编辑]
 《宋史/卷246》，出自脱脱《宋史》